# 50ft Queenie
«50ft Queenie» —en españolː Reinaza de 50 pies— es una canción de la cantante y compositora británica PJ Harvey, publicada en abril de 1993 por Island Records como el primer sencillo de su segundo álbum de estudio, Rid of Me. 
Considerada de naturaleza feminista, fue escrita por Harvey, producida por Steve Albini y con un vídeo musical nuevamente dirigido por Maria Mochnacz, la canción alcanzó el puesto 27 en la lista de sencillos del Reino Unido, convirtiéndolo en uno de los mayores éxitos de Harvey en su país solo por debajo de «A Perfect Day Elise» (1998).

## Grabación
Harvey viajó a Estados Unidos junto a Rob Ellis y Steve Vaughan para grabar el que sería el nuevo trabajo discográfico de Harvey, el primero bajo el alero de una compañía discográfica multinacional, Island Records. «50ft Queenie», junto con el resto de las canciones del álbum, fueron registradas en los Pachyderm Studios en Cannon Falls, Minnesota durante diciembre de 1992 y fue producido por Steve Albini, quien había trabajado con bandas como Pixies y The Breeders. Harvey, aparte de cantar interpretó las guitarras, Ellis la batería y Vaughan el bajo.

## Publicación
«50ft Queenie» fue lanzada en abril de 1993, poco antes de la aparición de Rid of Me. Island Records editó el sencillo en tres formatos: vinilo de 7" y 12" y sencillo en CD, en los que se incluyó en lado B «Reeling» y las versiones demo de «Man-Size» y «Hook»; está última versión demo junto con la de «50ft Queenie» aparecerían posteriormente en álbum compilatorio de Harvey, 4-Track Demos. La fotografía de la portada del sencillo así como el diseño de este estuvieron a cargo de Maria Mochnacz.
La canción logró alcanzar el puesto 27 en la lista se sencillos del Reino Unido, y aunque no ingresó en ninguno de los listados principales en Estados Unidos, experimentó una exposición diversa y comparativamente amplia, obteniendo cobertura en estaciones independientes y rotación en el programa de música alternativa de MTV, 120 Minutos.

## Recepción de la crítica
La canción, al igual que el resto del álbum, recibió críticas muy positivas: La reseña de Joslyn Layne de AllMusic fue «Resistente y mordaz, es un gran ejemplo de por qué el estilo crudo de PJ Harvey se convirtió en una influencia en tantas personas, tanto mujeres como hombres, que crecieron en la década de 1990». Robert Hilburn, de Los Angeles Times la llamó «una canción que, aunque no cubre un panorama social tan amplio, exhibe un impulso artístico personalizado» y el sitio de National Public Radio la llamó «la pronunciación de una serie de declaraciones que tienen lugares legítimos como himnos».

## Vídeo musical
Dirigido y grabado por Maria Mochnacz, muestra a PJ Harvey interpretando la canción, utilizando lentes de sol y un vestido rojo además de un abrigo de piel de leopardo que se ve en las ilustraciones de incrustaciones de la portada del sencillo. El telón de fondo del vídeo dice la frase «Hey I'm one grand queenie». En una entrevista, Harvey definiría a la personalidad del vídeo como «una reina grande y gorda. De desayuno come gente y anda por ahí en plataformas de oro». Posteriormente el videoclip apareció en un episodio de Beavis and Butt-Head. En 1994, fue incluido en el álbum en vídeo Reeling with PJ Harvey.

## Lista de canciones
Todas las canciones han sido escritas por PJ Harvey.
| Sencillo en CD y 12" del Reino Unido y Europa 1. «50 ft Queenie» - 2:26 2. «Reeling» - 2:39 3. «Man-Size» (demo) - 3:24 4. «Hook» (demo) - 4:33 Temas 1 y 2 grabados por Steve Albini. Temas 3 y 4 grabados por PJ Harvey. | Vinilo de 7" del Reino Unido Lado A 1. «50 ft Queenie» - 2:26 Lado B 1. «Reeling» - 2:39 2. «Man-Size» (demo) - 3:24 |

## Posicionamiento en las listas
| País        | Lista (1993)       | Posición |
| ----------- | ------------------ | -------- |
| Australia   | ARIA Singles Chart | 179      |
| Reino Unido | UK Singles Chart   | 27       |

## Créditos
Todos los créditos se han adaptado a partir de las notas de Rid of Me.
| PJ Harvey Trio - PJ Harvey - voz, guitarra - Steve Vaughan - bajo - Rob Ellis - batería, percusión | Técnicos - Steve Albini - productor, ingeniería, mezcla. - John Loder - masterización. Diseño - Maria Mochnacz - fotografía. |